# San Bernardino, California
San Bernardino là một thành phố quận lỵ quận trong tiểu bang California, Hoa Kỳ. Theo Cục điều tra dân số Hoa Kỳ, dân số năm 2000 của quận này là 185.401 người 2.

## Thông tin nhân khẩu
Theo điều tra dân số năm 2000, thành phố này có dân số 185.401 người, 56.330 hộ gia đình, và 41.120 gia đình sống trong thành phố. Mật độ dân số là 1,217.2 / km ² (3,152.4 / mi ²). Dân số hiện nay là cao hơn (năm 2006 ước tính: 201.823)) và điều tra dân số có thể không có tính cách chính xác. Một số khu vực, đặc biệt là phía bắc của trung tâm thành phố, có mật độ vượt quá công suất thiết kế. Có 63.535 đơn vị nhà ở với mật độ trung bình là 417.1/km ² (1,080.3 / mi ²). 57,2% dân số là người Hispanic hay Latino thuộc một chủng tộc nào. 28,23% không-Hispanic White, 18,41% người Mỹ gốc Phi, 1,40% người Mỹ bản xứ, 4,19% người châu Á, 0,37% người đảo Thái Bình Dương, 27,12% từ các chủng tộc khác, và 5,28% từ hai hoặc nhiều chủng tộc.
Có 56.330 hộ, trong đó 44,1% có trẻ em dưới 18 tuổi sống chung với họ, 44,9% là các cặp vợ chồng sống với nhau, 21,1% có chủ hộ là một nữ không có mặt chồng, và 27,0% là không có gia đình. 21,1% các hộ gia đình được làm bởi những cá nhân và 7,5% có người sống một mình 65 tuổi trở lên là ai. Bình quân mỗi hộ là 3,19 và cỡ gia đình trung bình là 3,72. Đến năm 2000, 52,4% số chủ sở hữu nhà ở là nhà do chủ nhà ở, 47,6% là nhà do người thuê nhà ở, trong khi 11,6% của tất cả các đơn vị nhà khác đã được bỏ trống.
Trong thành phố, dân số được trải ra với 35,2% ở độ tuổi dưới 18, 11,0% 18-24, 29,6% 25-44, 16,0% 45-64, và 8,2% từ 65 tuổi trở lên. Độ tuổi trung bình là 28 năm. Cứ mỗi 100 nữ có 96,7 nam giới. Cứ mỗi 100 nữ 18 tuổi trở lên, có 92,2 nam giới.
Thu nhập trung bình cho một hộ gia đình trong thành phố là $ 31.140, và thu nhập trung bình cho một gia đình là $ 33,357. Nam giới có thu nhập trung bình $ 30.847 so với 25.782 $ cho phái nữ. Thu nhập trên đầu cho thành phố là 12.925 $. 48,6% dân số và 23,5% gia đình được dưới mức nghèo khổ. Trong tổng dân số, 36,2% những người ở độ tuổi dưới 18 và 11,4% của những người 65 tuổi trở lên đang sống dưới mức nghèo khổ.